# Jack Hargreaves (Ruderer)
Jack Hargreaves OAM (* 24. Juli 1993 in Wellington, New South Wales) ist ein australischer Ruderer, der 2021 Olympiasieger im Vierer ohne Steuermann wurde.

## Sportliche Karriere
Jack Hargreaves begann 2007 mit dem Rudersport. 2013 debütierte er im Ruder-Weltcup, als er beim Weltcup-Auftakt in Sydney mit dem australischen Achter den dritten Platz belegte. Bei den U23-Weltmeisterschaften belegte er mit dem australischen Achter 2013 den zehnten Platz. 2014 ruderte er mit Nicholas Wheatley im Zweier ohne Steuermann und gewann hinter den Italienern die Silbermedaille bei den U23-Weltmeisterschaften. 2015 wurden die beiden ebenfalls Zweite bei den U23-Weltmeisterschaften, diesmal hinter den Rumänen. Bei den Weltmeisterschaften 2015 in der Erwachsenenklasse belegten Wheatley und Hargreaves den sechsten Platz.
In der nacholympischen Saison 2017 ruderte Hargreaves mit dem Vierer ohne Steuermann und mit dem Achter erfolgreich im Ruder-Weltcup. Bei den Weltmeisterschaften in Florida ging der australische Vierer ohne Steuermann mit Joshua Hicks, Spencer Turrin, Jack Hargreaves und Alexander Hill an den Start und gewann die WM-Goldmedaille. 2018 siegte der australische Vierer in der gleichen Besetzung wie im Vorjahr bei den Weltcup-Regatten in Linz und Luzern und auch bei den Weltmeisterschaften in Plowdiw. Bei den Weltmeisterschaften 2019 belegte der australische Vierer den sechsten Platz. 2021 bei den Olympischen Spielen in Tokio siegte der australische Vierer ohne Steuermann mit Alexander Purnell, Spencer Turrin, Jack Hargreaves und Alexander Hill mit 0,37 Sekunden Vorsprung vor den Rumänen. Im Jahr darauf gewannen Purnell, Turrin, Hargreaves und Joseph O’Brien bei den Weltmeisterschaften 2022 die Silbermedaille hinter dem britischen Vierer. 2023 in Belgrad belegten Purnell, Turrin, Hargreaves und Hill den fünften Platz im Vierer. 2024 wechselten alle außer Hill in den Achter, der bei den Olympischen Spielen 2024 in Paris den sechsten Platz belegte.
Für seine Verdienste um den Sport als Goldmedaillengewinner bei den Olympischen Spielen 2020 in Tokio wurde er 2022 mit der Medaille des Order of Australia ausgezeichnet.